# Zyxomma breviventre
Zyxomma breviventre is een libellensoort uit de familie van de korenbouten (Libellulidae), onderorde echte libellen (Anisoptera).
De wetenschappelijke naam Zyxomma breviventre is voor het eerst geldig gepubliceerd in 1921 door Martin.